# Comuna Lukeanivka, Tarașcea
Lukeanivka (în ucraineană Лук`янівка) este o comună în raionul Tarașcea, regiunea Kiev, Ucraina, formată din satele Lukeanivka (reședința) și Maloberezanske.

## Demografie
Componența lingvistică a comunei Lukeanivka
     Ucraineană (98,64%)
     Rusă (1,36%)
Conform recensământului din 2001, majoritatea populației comunei Lukeanivka era vorbitoare de ucraineană (98,64%), existând în minoritate și vorbitori de rusă (1,36%).